# Dasnice
Dasnice (in tedesco Daßnitz) è un comune della Repubblica Ceca facente parte del distretto di Sokolov, nella regione di Karlovy Vary.